# گهر همایون‌پور
گهر همایون‌پور (متولد ۱۳۳۹) (به انگلیسی: Gohar Homayounpour) نویسنده و روانکاو فعال در تهران است.

## فعالیت
همایون‌پور عضو انجمن بین‌المللی روانکاوی (IPA)، انجمن روانکاوی آمریکا (APsaA)، روانکاو و سرپرست سابق گروه فرویدی تهران و عضو هیئت علمی موزه زیگموند فروید در وین است.
کتاب اول او با عنوان «روانکاوی در تهران» همراه با پیشگفتاری از عباس کیارستمی در سال ۲۰۱۲ از سوی انتشارات ام‌آی‌تی منتشر و در سال ۲۰۱۳ برنده جایزه گرادیوا شد. این کتاب را سلمان اختر، روانکاو هندی-آمریکایی مورد نقدوبررسی قرار داده است.
دومین کتاب همایون‌پور با عنوان «بلوز ایرانی، روانکاوی و سوگواری» در سال ۲۰۲۲ از سوی انتشارات روتلج منتشر شد و در زمان انتشار نقد کوتاهی از جودیت باتلر، فیلسوف آمریکایی دریافت کرد.

### آثار
- Homayounpour, Gohar (2022-06-16). Persian Blues, Psychoanalysis, and Mourning (به انگلیسی) (1 ed.). London: Routledge. doi:10.4324/9781003269113. ISBN 978-1-00-326911-3.[۸]
- Homayounpour, Gohar (2012). Doing Psychoanalysis in Tehran. The MIT Press. ISBN 978-0-262-01792-3.[۹][۱۰][۱۱][۱۲][۱۳][۷]